# Dennis Brain
Dennis Brain (17 de maig de 1921 - 1 de setembre de 1957) va ser un músic de trompa britànic. De família de músics –el seu pare i el seu avi eren cornistes– va assistir a la Royal Academy of Music de Londres. Durant la Segona Guerra Mundial va servir a la Royal Air Force, tocant a la seva banda i orquestra. Després de la guerra va ser trompa principal de les orquestres Philharmonia i Royal Philharmonic, i va tocar en formacions de cambra.
Entre les obres escrites per a Brain hi ha Serenade for Tenor, Horn and Strings (1944) de Benjamin Britten. Altres compositors que van escriure per a ell inclouen Malcolm Arnold, Lennox Berkeley, Alan Bush, Gordon Jacob, Humphrey Searle i Mátyás Seiber.
Brain va morir en un accident de cotxe als 36 anys.

## Vida i carrera
Joventut
Brain va néixer a Hammersmith, Londres, en una família de músics. La seva mare, Marion, de soltera Beeley (1887–1954), va ser cantant a Covent Garden i el seu pare, Aubrey, va ser el primer trompa de l'Orquestra Simfònica de Londres i considerat com "el màxim exponent de l'instrument a Gran Bretanya en aquell moment. ". El pare d'Aubrey, Brain Sr, i el germà gran, Brain Jr., havien estat músics de trompa destacats a Gran Bretanya, i en el cas d'aquest últim als Estats Units.{n 1} El germà gran de Brain, Leonard (1915–1975), es va convertir en un dels principals músics de l'oboè i el cor anglais, director de la Royal Philharmonic Orchestra. Brain es va educar a la Richmond Hill Preparatory School i després a la St Paul's School, Londres. Encara que es suposava que es convertiria en un tocador de trompa, el seu pare el va mantenir en gran part allunyat de l'instrument quan era nen, en la creença que no s'havia de tocar fins que es desenvolupen les dents adultes. A Brain se li permetia tocar unes quantes notes a la trompa del seu pare cada dissabte al matí, per mantenir el seu interès, però els seus primers estudis musicals van ser piano i orgue.

El 1936 Brain va ser admès a la Royal Academy of Music (RAM) per estudiar trompa amb el seu pare, que era professor d'instrument allà. També va estudiar piano amb Max Pirani, orgue amb Cunningham i harmonia amb Montague Phillips. El seu debut professional va ser el 6 d'octubre de 1938 quan va tocar el Concert de Brandenburg núm. 1 (que inclou dues parts de trompa concertant) com a segona trompa del seu pare al Queen's Hall de Londres, sota la batuta d'Adolf Busch. El crític musical de The Daily Telegraph va escriure:
| « | En el concert en Fa major, Aubrey Brain va ocupar el seu lloc habitual com a primera trompa, però va tenir una nova parella, el seu fill de 17 anys, Dennis, la primera aparició del qual va ser: un esdeveniment del Queen's Hall de no poc interès. La famosa família manté les seves tradicions en el representant de la nova generació. Fill secundà el pare amb una suavitat i certesa dignes del seu nom. | » |

El mes següent, Brain i el seu germà van ser solistes en un concert amb el Quintet de trompa de Mozart (K407) i el Quintet d'oboe (K370). Va aparèixer amb conjunts com els quartets Griller i Busch i va fer emissions per a la BBC, la primera de les quals, el febrer de 1939, va incloure el Divertimento en re de Mozart (K334) amb Aubrey com a primer trompa i Dennis com a segon. El mateix mes pare i fill van gravar el treball per a Columbia amb el Quartet Léner.

## RAF i temps de guerra
A l'inici de la Segona Guerra Mundial Brain i el seu germà es van unir a les forces armades. A diferència d'Alemanya i Itàlia, Gran Bretanya no va eximir els músics del reclutament, però el director de la Banda Central de la Royal Air Force, el comandant d'ala Rudolph O'Donnell, va fer esforços considerables i en gran manera reeixits per assegurar-se que, tal com va dir Walter Legge, "tot instrumentista jove excepcionalment capaç sabia que li trobaria un lloc a la banda de la RAF". La banda es va convertir en el que The Independent va descriure com "un conjunt llegendari", i una orquestra simfònica de la RAF va ser un spin-off. Amb ells, Brain va fer una gira de tres mesos pels Estats Units el 1944–45, i va tocar durant la Conferència de Potsdam el 1945.
Als músics del conjunt de la RAF se'ls permetia actuar per a gestions civils quan no es requerien per a les tasques oficials. Brain va fer 26 aparicions en solitari als concerts de la National Gallery organitzats per Myra Hess en temps de guerra, en una sèrie d'obres, com ara el Mozart Horn Quintet (K407) i el Trio per a trompa, violí i piano (Op. 40) de Johannes Brahms, que es va convertir, com el seu el biògraf Tim Barringer escriu, "la seva signatura funciona en anys posteriors". Per a la BBC va fer més de 20 emissions durant la guerra per a les xarxes domèstiques o de les forces, la majoria de música de cambra, però en una ocasió va tocar el Concert per trompa de Mozart K495 amb la BBC Symphony Orchestra dirigida per Sir Adrian Boult.

A mitjans de 1942 Brain va conèixer el compositor Benjamin Britten; aquest últim estava escrivint música incidental, interpretada per l'orquestra de la RAF, per a una sèrie de comentaris radiofònics de la BBC sobre la Gran Bretanya en temps de guerra que s'emetien setmanalment als EUA. Britten va reconèixer immediatament l'excepcional habilitat de Brain, i va necessitar poc persuadir-se per escriure una obra de concert per a ell. Aquesta va ser la Serenata per a tenor, trompa i cordes, estrenada al Wigmore Hall l'octubre de 1944 amb Brain i Peter Pears com a solistes. Britten va reconèixer l'ajuda de Brain durant la composició de l'obra:
| « | La seva ajuda va ser inestimable per escriure l'obra; però sempre va ser molt prudent a l'hora d'aconsellar qualsevol alteració. Passatges que semblaven impossibles fins i tot per als seus prodigiosos dons es van practicar una vegada i una altra abans de suggerir cap modificació, tal era el seu respecte per les idees d'un compositor. | » |

## Anys posteriors
El 1945, Brain, als 24 anys d'edat, era el trompetista més buscat a Anglaterra. El seu pare es va ferir en una caiguda, i es va retirar de l'Orquestra Simfònica de la BBC, encara que va romandre professor a la RAM fins a la seva mort deu anys més tard. Després de la guerra, Legge i Sir Thomas Beecham van fundar la Philharmonia i la Royal Philharmonic orquestres, respectivament. Brain va ser trompa principal en tots dos, tocant per Beecham al costat dels músics de fusta anomenats "la família reial": Jack Brymer (clarinet), Gwydion Brooke (fagot), Terence MacDonagh (oboè) i Gerald Jackson (flauta). Més tard, va descobrir que no tenia prou temps per ocupar ambdós càrrecs i va renunciar a la Royal Philharmonic.
Brain originalment tocava un instrument francès, una trompa de pistó de vàlvula de Raoux, similar a la que utilitzava el seu pare. Aquest tipus d'instrument té un to especialment fluid i un legato fi, però un so menys robust que els instruments de fabricació alemanya que s'estaven tornant habituals. L'any 1951 es va canviar a un instrument Alexander single B♭. Tenia un tub de plom personalitzat que era més estret de l'habitual i oferia un so que, si no era comparable al Raoux, almenys donava un cop d'ull cap a l'instrument francès més lleuger.
Perseguint el seu interès per la música de cambra, Brain va formar un quintet de vent amb el seu germà el 1946. També va establir un trio amb el pianista Wilfrid Parry i el violinista Jean Pougnet. Breument, Brain va reunir un conjunt de cambra format pels seus amics perquè pogués dirigir. Des de 1945 va tocar amb el London Baroque Ensemble de Karl Haas, tant en enregistraments com en concerts. Mostrant el seu estil humorístic, Brain va interpretar un concert de trompa de Leopold Mozart amb una mànega de goma en un festival de música de Gerard Hoffnung l'any 1956, tallant la mànega amb unes tisores de jardí per aconseguir l'afinació correcta.
El novembre de 1953, sota la direcció d'Herbert von Karajan, i acompanyat per la Philharmonia, Brain va gravar els quatre Concerts per a trompa de Mozart per a Columbia. El mateix mes, juntament amb Sidney Sutcliffe (oboè), Bernard Walton (clarinet) i Cecil James (fagot), va gravar la Sinfonia Concertante per a quatre vents de Mozart. El juliol de 1954, de nou dirigit per Karajan, Brain va interpretar el paper d'orgue en una gravació de l'himne de Pasqua de la Cavalleria rusticana de Pietro Mascagni. Amb Sutcliffe, Walton, James i el pianista Walter Gieseking va gravar el Quintet per a piano i vents de Mozart, K452, l'abril de 1955. Dels altres enregistraments de Brain, Legge va destacar la seva interpretació a les quatre Simfonies de Brahms dirigides per Otto Klemperer, el Divertimento en si bemoll de Mozart amb Karajan i Der Rosenkavalier de Strauss, "l'òpera del trompa per excel·lència!".

Brain era un motorista entusiasmat. El seu germà el va anomenar "el millor conductor amb qui he rodat mai". Barringer escriu que Brain va comprar
| « | … una sèrie de cotxes cada cop més ràpids, una passió que compartia amb el director d'orquestra Herbert von Karajan. Un exemplar de la revista Autocar es va veure al seu atril mentre gravava els concerts de trompa de Mozart, tocant de memòria. Aquest entusiasme el va portar a la tragèdia. | » |

 L'1 de setembre de 1957, a l'edat de 36 anys, Brain va morir conduint cap a casa a Londres després d'interpretar la Simfonia núm. 6 de Txaikovski, (Pathetique) amb la Philharmonia sota la direcció d'Eugene Ormandy al Festival d'Edimburg. Havia conduït el seu cotxe esportiu Triumph TR2 fora de la carretera i cap a un arbre de la carretera A1 davant de la porta nord de la fàbrica d'avions De Havilland a Hatfield.

Brain va ser enterrat al cementiri de Hampstead a Londres. La seva làpida està gravada amb un passatge de la secció "Declamació" del Concert per a trompa de Hindemith:
| « | La meva trucada es transforma El vestíbul a arbredes tenyides de tardor Què hi ha en què Ha estat... | » |

Una dels corns preferides de Brain (d'Alexandre de Magúncia: un sol corn en si bemol amb una extensió de Fa com a diapositiva d'afinació) va resultar molt danyada en el seu accident mortal. Des d'aleshores, ha estat restaurat pels Paxman Brothers de Londres i s'exhibeix públicament a les col·leccions de York Gate de la RAM.

## Noves obres i commemoracions
A més de la Serenata per a tenor, trompa i cordes, Britten va escriure Canticle III: Still falls the rain with Brain in mind; Brain and Pears, acompanyats pel compositor, van oferir la primera actuació en un concert l'any 1955 en què Brain també va estrenar dues peces d'Alan Bush. Altres compositors que van escriure per a Brain van ser Malcolm Arnold (Concert per a trompa núm. 2), Lennox Berkeley (Trio per a trompa, violí i piano), York Bowen (Concert per a trompa, cordes i timbales) Hindemith (Concert per a trompa i orquestra), Gordon Jacob (Concert per a trompa i orquestra de corda), Elisabeth Lutyens (Concert per a trompa), Humphrey Searle (Aubade per a trompa i corda), Mátyás Seiber (Notturno per a Trompa i Cordes), i Ernest Tomlinson (Rapsodia i Rondo per Trompa i Orquestra, Romanç i Rondo per Trompa i Orquestra).
Francis Poulenc va escriure Élégie per a trompa i piano per commemorar la mort de Brain. Va ser estrenada per la BBC en una emissió el 17 de febrer de 1958, interpretada per Neill Sanders amb Poulenc al piano.

En el seu avís obituari, The Times va dir sobre Brain:
| « | Les incerteses tradicionals de l'instrument mai semblaven haver ocasionat una nota esponjosa d'ell i cap dificultat tècnica mai semblava que li provoqués la més mínima aprensió. Va afirmar que no tenia nervis, encara que a la seva interpretació no li faltava res en sensibilitat musical, però la insensibilitat al risc sembla haver-se imposat un alt preu i la música anglesa serà més pobra per la pèrdua d'un executant tan brillant a l'edat de 36 anys. | » |